# Komunistyczna Partia Okręgu Kłajpedy
Komunistyczna Partia Okręgu Kłajpedy (niem. Kommunistische Partei des Memelgebietes, KPM) – partia komunistyczna działająca na terenie Kraju Kłajpedy w latach dwudziestych XX wieku. 
Partia opowiadała się za wszechświatową rewolucją socjalistyczną i rozwiązaniem problemów narodowościowych w Prusach Wschodnich za jej pomocą. Występowała za uspołecznieniem środków produkcji, reformą rolną oraz rozdziałem kościołów od państwa. W wyborach z 1927 roku ugrupowanie uzyskało 3,9 tys. głosów i 2 mandaty w sejmiku kłajpedzkim.